# Frank Engel (Politiker)

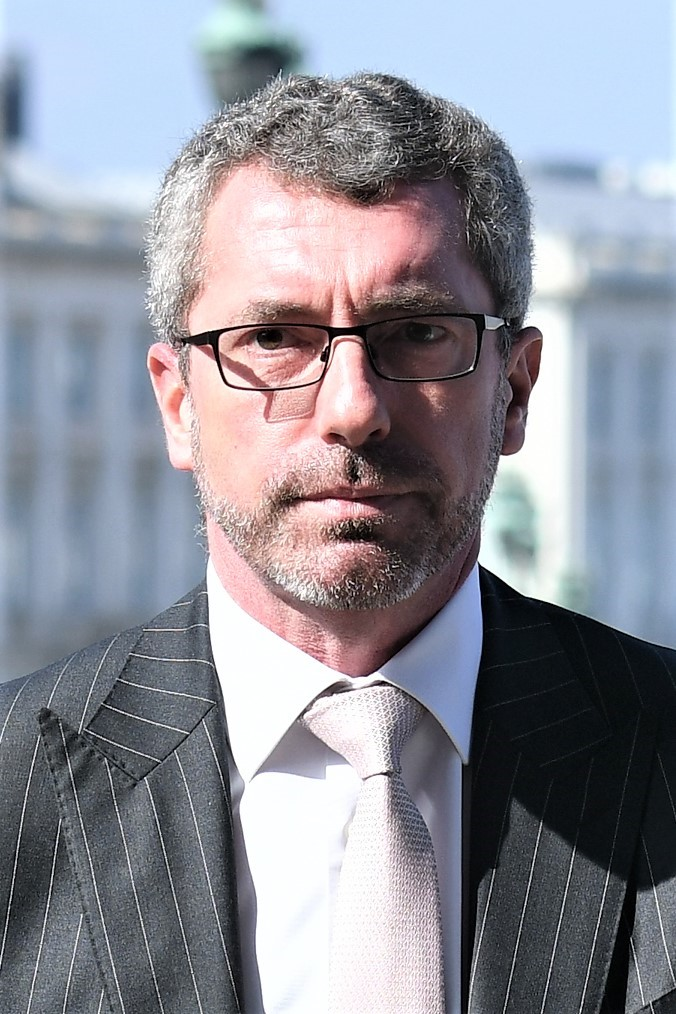
Frank Engel (2019)

Frank Engel (* 10. Mai 1975 in Luxemburg) ist ein Luxemburger Politiker (Fokus, zuvor CSV). Er war Mitglied und Parteipräsident der Christlich Sozialen Volkspartei (CSV) in Luxemburg.

## Leben
Nach seiner Schulzeit am Gymnasium Diekirch von 1987 bis 1994 studierte Engel Rechtswissenschaften an der Universität Brüssel sowie in Metz und graduierte 1998. Danach war Engel als Assistent für den Politiker Jacques Santer im Europarlament von Dezember 1999 bis Juni 2001 tätig.

## Politik
Während seiner Schulzeit war Engel Mitglied der "Gréng Alternativ Partei" und in der Schüler- und Studentenorganisation UNEL tätig, dessen Nationalbüro er von 1993 bis 1995 angehörte.
Von 2009 bis 2019 war Engel Abgeordneter im Europaparlament für die CSV und gehörte im Europaparlament der EVP an.
Engel war stellvertretender Vorsitzender der Delegation für die Beziehungen zur Volksrepublik China (D-CN), Mitglied im Ausschuss für bürgerliche Freiheiten, Justiz und Inneres (LIBE) und im Sonderausschuss zu Steuervorbescheiden und anderen Maßnahmen ähnlicher Art oder Wirkung (TAXE 2). Außerdem war er stellvertretendes Mitglied im Ausschuss für Wirtschaft und Währung (ECON) und in den Delegationen für die Beziehungen zu den Ländern Mittelamerikas (DCAM), für die Beziehungen zum Panafrikanischen Parlament (DPAP) und in der Parlamentarischen Versammlung Europa-Lateinamerika (DLAT).
Neben seiner Arbeit im Europaparlament war Frank Engel Honorarkonsul von Armenien in Luxemburg und hat einen Beitrag im 2013 erschienenen Buch über den Bergkarabachkonflikt verfasst.
Im Dezember 2013 verhängte das Bezirksgericht Luxemburg ein 28-monatiges Fahrverbot, davon 24 Monate auf Bewährung und eine Geldbuße, gegen Engel wegen Trunkenheit am Steuer.
Am 20. Februar 2017 war Frank Engel zusammen mit Eleni Theocharous und Jaromír Štětina Wahlbeobachter bei einem Verfassungsreferendum der nunmehr in Republik Arzach umbenannten, fast in Gänze von Armeniern bewohnten Republik Bergkarabach, die international als Teil Aserbaidschans gilt. In einer offiziellen Erklärung lobten die drei Abgeordneten den Willen des „Volkes von Arzach, ihre Demokratie aktiv zu gestalten“. Nach Informationen von Frank Engel beantragte daraufhin das von İlham Əliyev geführte „Terrorregime von Baku“ über Interpol die Auslieferung der europäischen Abgeordneten per „Roter Ausschreibung“.
Am 3. September 2017 sorgte er mit seinem umstrittenen Verhalten in den sozialen Medien für Aufregung, nachdem er die Handlungsweise der luxemburgischen Regierung mit einem Nazi-Vergleich kommentierte.
Als Europaabgeordneter trat er in den Jahren 2018/19 mit besonders scharfer Kritik an Ungarns Ministerpräsident Viktor Orbán hervor.
Im Jahr 2019 wurde Engel Parteipräsident der CSV. Er setzte sich auf dem Parteitag mit 54 % gegen seinen Konkurrenten Serge Wilmes durch.
Am 19. März 2021 trat Engel von seiner Funktion als Parteipräsident der CSV zurück, nachdem ihn 13 Parteimitglieder gemeinsam bei der Staatsanwaltschaft angezeigt und den Vorwurf erhoben hatten, Engel hätte sich über einen Werkvertrag mit dem gemeinnützigen "CSV-Freundeskreis" ein betrügerisches Nebeneinkommen verschafft. Der Prozess, in dem es die Rückerstattung von Sozialleistungen sowie eines angeblichen Scheinarbeitsverhältnisses geht, begann im Oktober 2021. Der Prozess endete im Dezember 2021 mit einem Freispruch für Engel.
Im Januar 2022 gab Engel bekannt gemeinsam mit dem ehemaligen Generalsekretär der DP Marc Ruppert eine neue Partei gründen zu wollen. Die Partei Fokus wurde im Mai 2022 gegründet. Engel war sowohl Parteisprecher als auch Spitzenkandidat für die Kammerwahl 2023. Fokus konnte national 2,59 Prozent der Stimmen für sich gewinnen, erzielte jedoch kein Mandat. Noch in der Wahlnacht verfasste Engel einen Post auf Facebook, mit dem er seinen Rücktritt aus der Politik ankündigte.

## Publikationen
Frank Engel hat drei Werke über Europa und deren Finanz- und Demokratiekrise verfasst, in denen er Wege sucht, die Union wieder zu stärken und Europa endgültig aus der langwierigen Krise zu führen.
- Europa in der großen Krise – Ein Drama in drei Akten (2009)[20]
- Die Schulden überwinden – Ein Haushalt für den Euro (2012)[21]
- Projet de Manifeste pour les États-Unis d’Europe (2013)[22]